# Hôpital Paul-Brousse
Hôpital Paul-Brousse je nemocnice ve městě Villejuif v departementu Val-de-Marne ve Francii. Je pojmenována po Paulovi Broussem, francouzském socialistovi.
Nemocnice má důležitou hepatologickou službu. Jako první na světě provedla transplantaci u dítěte se játry dospělého (1984) a jako první provedla kombinovanou transplantaci jater a tenkého střeva u dospělých ve Francii (1997).
Spolupracuje s Univerzitou Paris-Saclay.